# 멀티캐스트용 프로토콜
멀티캐스트용 프로토콜(Protocol Independent Multicast) 또는 PIM은 LAN이나 WAN 또는 인터넷의 데이터 전송의 다 대 일 또는 다 대 다 분배를 제공하는 인터넷 프로토콜 네트워크의 멀티캐스트 라우팅 프로토콜이다. PIM은 스스로 네트워크 토폴로지 구조를 보유하지 않는 대신 다른 라우팅 프로토콜에서 제공되는 라우트 정보를 사용하기 때문에 '이종 프로토콜(protocol-independent)'로 정의된다.
PIM은 아래 네 가지로 분류된다.
- PIM-SM(PIM Sparse Mode)은 그룹당 랑데뷰 지점 (RP, Rendezvous Point) 을 기반으로 하는 단방향 공유 트리를 명시적으로 구축 하고 선택적으로 소스당 최단 경로 트리를 생성한다. PIM-SM은 일반적으로 광역 네트워크 구축 시 확장이 용이하다.
- PIM-DM(PIM Dense Mode)은 고밀도 멀티캐스트 라우팅을 사용한다. 멀티캐스트 트래픽 도메인 전체를 플러딩(flooding)한 다음 수신기가 존재하지 않는 트리의 가지를 뒤로 가지치기(pruning back)하여 최단 경로 트리를 암시적으로 구축한다. PIM-DM은 구현이 간단하지만 일반적으로 확장 속성이 좋지 않다. 최초의 멀티캐스트 라우팅 프로토콜인 DVMRP 는 밀집 모드 멀티캐스트 라우팅을 사용했다.  RFC 3973을 참조.
- 양방향 PIM(Bidir-PIM)은 공유 양방향 트리를 명시적으로 구축한다. 최단 경로 트리를 구축하지 않으므로 PIM-SM보다 종단 간 지연이 더 길 수 있지만 소스별 상태가 필요하지 않기 때문에 확장이 용이하다.  RFC 5015를 참조.
- PIM-SSM(Source-Specific Multicast )은 단 하나의 소스에 기반을 둔 트리를 구축하여 제한된 수의 애플리케이션(대부분 콘텐츠 브로드캐스팅)에 대해 보다 안전하고 확장 가능한 모델을 제공한다. SSM에서 IP 데이터그램은 소스 S에 의해 SSM 대상 주소 G로 전송되고 수신자는 채널 (S,G)에 가입하여 이 데이터그램을 수신할 수 있다. 정보용 RFC 3569를 참조.

## 같이 보기
- IEEE 802.1aq
- 인터넷 그룹 관리 프로토콜